# The Kiss of Dawn
"The Kiss of Dawn" es una canción de la banda  finlandesa HIM, lanzada el 10 de septiembre de 2007. Es la cuarta canción y el primer sencillo del álbum Venus Doom. Ville Valo ha declarado que la canción es para un amigo cercano que se suicidó poco después de que la banda comenzara a grabar el álbum Dark Light. La canción fue tocada el 7 de julio de 2007 en Bruselas, Bélgica. La música de la canción estuvo en el sitio oficial de la banda antes de que fuera lanzada, dándole a los fanes la oportunidad de hacer un video sobre la canción. Los 3 ganadores obtendrían un lugar en el próximo DVD de la banda en vivo y ganarían una copia autografiada del mismo. El sencillo fue lanzado en iTunes el 31 de julio de 2007.

## Video
El video musical fue dirigido por Meiert Avis, quien también dirigió los videos anteriores de la banda, "Rip out the Wings of a Butterfly." HIM comenzó la grabación del video el 21 de junio de 2007 en Los Ángeles.